# Anton Wortmann
Anton Wortmann (bl. 1686–1727 in Lübeck) war ein deutscher, in Lübeck tätiger, Kirchenmaler.

## Leben
Die genauen Lebensdaten von Wortmann sind nicht überliefert; er wurde 1686 trotz eines für schlecht befundenen Probestücks nach Vorlage eines Meisterstücks als Meister vom Maleramt zugelassen, weil er sich verpflichtet hatte, die verarmte Witwe eines Kollegen zu heiraten. Nach dem Tode des Kirchenmalers Sylvester van Swolle 1689 ist er bis 1727 als Kirchenmaler der Marienkirche in Lübeck nachgewiesen. Er fertigte 1701 eine naturgetreue Kopie des 1463 entstandenen und dem Maler Bernt Notke zugeschriebenen Lübecker Totentanzes im nördliche Querschiff, der sog. Totentanzkapelle der Marienkirche. Gleichzeitig stellte der Gelegenheitsdichter Nathanael Schlott die Texte unter dem Fries von Mittelniederdeutsch auf Hochdeutsch um. Der Lübecker Totentanz wurde 1942 beim Luftangriff auf Lübeck endgültig zerstört und besteht nur noch in zahlreichen Überlieferungen fort.
Ebenfalls 1701 restaurierte er in der Totentanzkapelle, im Lübecker Volksmund auch Plauderkapelle genannt, das kleine Tafelgemälde dreier schwatzender Männer des ausgehenden 15. Jahrhunderts mit drei Teufelsgestalten im Hintergrund unter dem Spruchband „Lüg, Düwel lüg“ (sog. Kirchenschwätzertafel) unter dem von ihm hinzugefügten Titel „Warnung für der Plauderey in den Kirchen“; die Hinzufügung wurde bei der nächsten Restauration durch Carl Julius Milde 1850 beseitigt. Das Bild verbrannte ebenfalls 1942, so dass eine haltbare Zuschreibung aufgrund der unzulänglichen Dokumentation aufgrund eines erhaltenen Fotos von Johannes Nöhring nicht mehr möglich ist.
Im Zuge der Renovierungsarbeiten unter dem Bürgermeister und Kirchenvorsteher Anton Winckler bemalte er 1705 bis 1707 die von dem Bildhauer Hans Freese neugeschnitzten Engel an der Fassade der Großen Orgel der Marienkirche und vergoldete die Fassade neu.